# In compagnia dei lupi
In compagnia dei lupi (The Company of Wolves) è un film del 1984 diretto da Neil Jordan, che vede tra i protagonisti Sarah Patterson e Angela Lansbury.
Il film è ispirato alle storie sui lupi mannari presenti nella raccolta di racconti La camera di sangue di Angela Carter (La compagnia di lupi, Lupo-Alice e Il lupo mannaro). La stessa scrittrice collaborò con il regista alla stesura della sceneggiatura, ispirata, oltre che ai suoi racconti, anche all'adattamento radiofonico, dal medesimo titolo, realizzato in precedenza.
I suoi primi appunti della sceneggiatura, che contengono alcune differenze rispetto al film ultimato, furono pubblicati nella sua antologia The Curious Room (1996).

## Trama
Inghilterra. Rosaleen è una ragazzina, figlia di una famiglia ricca, e che vive in una grande casa al limitare di una brughiera. Un giorno la ragazza si addormenta nella sua stanza e comincia a sognare.
Nel sogno si ritrova nel tardo XVIII secolo, e vive con i genitori e la sorella in un paesello al limitare di un bosco fiabesco infestato dai lupi, che attaccano spesso il paese uccidendo bestiame e, talvolta, anche qualcuno degli abitanti. Una notte la sorella, avventuratasi nel bosco, viene assalita e uccisa da un branco di lupi. Dopo i funerali della ragazza, Rosaleen decide di trascorrere la notte a casa della nonna, un'anziana signora eccentrica. Tra le raccomandazioni che la donna fa alla nipotina, mai abbandonare il sentiero, guardarsi dagli uomini con le sopracciglia che si congiungono e saper distinguere i lupi normali dai lupi mannari, malvagie creature della notte. A questo proposito la nonna, lavorando a maglia per la nipote una mantellina di lana rossa, racconta a Rosaleen una storia riguardante appunto queste creature.
Il giorno seguente Rosaleen torna al paese dei genitori, dove incontra un ragazzo il quale si mostra chiaramente attratto da lei. Un giorno il ragazzo, le chiede di poter uscire a fare una passeggiata nel bosco la successiva domenica mattina e Rosaleen accetta.
Quella domenica mattina la nonna si incontra con la nipote nel cimitero della chiesa, e torna a metterla in guardia su quelle persone che potrebbero celare la loro vera identità di lupi mannari. Rosaleen ascolta quindi un'altra storia in cui il diavolo, tramite un unguento, trasforma un uomo, contro la sua volontà, in un essere mostruoso.
Finita la storia, Rosaleen riceve in dono la mantellina rossa, che indossa per andare in chiesa. Dopo la messa Rosaleen e il ragazzo innamorato di lei vanno a passeggio per il bosco e, dopo qualche moina del giovane, lei finisce per cedere alla sua corte e lo bacia, per poi scappare in preda alla vergogna, allontanandosi dal sentiero. Sale su un albero, dove nel nido di una cicogna trova vari oggetti tra cui delle piccole figurine a forma di bebè covate nelle uova della cicogna. Mentre la cerca, il ragazzo scopre una mucca uccisa e sbranata e mette in allarme il villaggio della presenza di un lupo; comunque Rosaleen, poco dopo, ritorna a casa sana e salva, con una delle figurine del nido della cicogna, che regala alla madre.
Gli abitanti del villaggio si preparano quella notte stessa a dare la caccia al lupo che ha attaccato il bestiame e a loro si unisce anche il padre di Rosaleen.
Rosaleen rimane a casa con la madre e le racconta una storia di lupi mannari e di come una strega riesca a farli diventare suoi schiavi.
La gente del villaggio, nel frattempo cattura il lupo, lo uccide e lo squarta, portandosene a casa un pezzo ciascuno come trofeo ma, quando il padre di Rosaleen mostra alla moglie e alla figlia la zampa dell'animale da lui mozzata, questa è diventata la mano di un uomo. Sconvolti da quello strano fenomeno, i tre bruciano nel camino l'arto della misteriosa creatura.
Arriva l'inverno e Rosaleen cammina nel bosco diretta ancora una volta alla casa della nonna. Sulla strada incontra un affascinante cacciatore, che comincia a sedurla. L'uomo ha le sopracciglia che si congiungono e ciò preoccupa Rosaleen ma, al tempo stesso, la ragazza non riesce a sottrarsi alle sue avances. Dopo aver fatto colazione lui dichiara di riuscire ad arrivare, con l'aiuto della sua bussola, a casa della nonna attraverso la campagna molto più rapidamente di quanto possa fare lei seguendo il sentiero e le propone una scommessa: se lei arriva per prima, lui dovrà regalarle la bussola, mentre se arriva prima lui, lei dovrà dargli un bacio. Il cacciatore arriva a casa della nonna per primo e qui, dopo essere entrato in casa con l'inganno, rivela la sua vera bestiale natura uccidendo la vecchia.
Arriva finalmente anche Rosaleen, che incontra il cacciatore, il quale cerca di prenderla in giro imitando la nonna. Ma la giovane scopre ben presto la sua identità e capisce cosa è successo. Il cacciatore riesce a farle togliere la mantellina rossa e a fargliela bruciare nel camino, mentre un branco di lupi ululanti si raccoglie intorno al cottage. Spaventata, Rosaleen punta un fucile verso il cacciatore, ma viene pian piano vinta dal suo fascino e, ricordando i termini della scommessa, lo bacia ma, quando l'uomo le rivela le sue reali intenzioni di ucciderla e divorarla, si difende aprendo il fuoco su di lui, che si trasforma in un lupo. La giovane, attratta dalla sua nuova forma, e pentita di avergli fatto del male, lo consola con abbracci e carezze, e gli racconta una storia riguardante una femmina di lupo mannaro che giunge dall "Inferno" sulla Terra.
Il giorno dopo, non vedendo Rosaleen tornare a casa, i suoi genitori, assieme alla gente del villaggio, si recano nel bosco per cercarla. Giunti alla casa della nonna, si trovano davanti una giovane lupa, e la madre di Rosaleen guardandola negli occhi e vedendo un crocifisso d'argento pendere dal suo collo, riconosce nell'animale sua figlia, trasformata in licantropo dal cacciatore. Credendo che l'animale abbia ucciso sua figlia, il padre di Rosaleen cerca di spararle, venendo fermato dalla moglie, che grida alla figlia di fuggire se non vuole essere uccisa.
Rosaleen e il cacciatore si uniscono così al resto del branco, fuggono nel bosco e alla fine, dopo una lunga corsa, in un climax in cui sogno e realtà sembrano fondersi l'uno con l'altra, irrompono nella casa della Rosaleen "reale" che, credendo che gli animali si trovino dietro la porta della sua stanza, si sveglia di soprassalto. Proprio in quel momento, un lupo entra nella stanza infrangendo il vetro della finestra. Rosaleen urla terrorizzata mentre l'animale si lancia su di lei e fa schiantare i suoi giocattoli sul pavimento, a simboleggiare la fine della sua innocenza infantile.
Il film si conclude con l'avvertimento morale originale di Charles Perrault ossia che le bambine e specialmente le ragazze in età da marito devono stare attente al fascino di certi sconosciuti dai modi gentili e seducenti perché potrebbero essere dei lupi sotto mentite spoglie.

## I racconti della nonna e di Rosaleen
- Prima storia (raccontata dalla nonna a Rosaleen): un timido ragazzo, giunto in un villaggio vicino al suo, si sposa con una ragazza locale. Prima di poter consumare la prima notte di nozze, il giovane è attirato fuori casa dal richiamo della natura e scompare. La moglie, non vedendolo tornare, udendo gli ululati dei lupi e vedendone alcuni nel suo giardino, rimane terrorizzata, e il giorno dopo chiede ai paesani di cercarlo, ma di lui non viene trovata alcuna traccia, e nel terreno del giardino è impressa l'impronta della zampa di un lupo. Dopo qualche anno la donna si risposa e diventa madre di tre bambini, ma una notte di inverno il suo primo marito, che lei aveva creduto morto ritorna dai boschi, ma con un aspetto ferino ed inquietante e modi rudi e sgarbati. Nel vedere che lei si è risposata e ha avuto dei figli l'uomo, accecato dall'ira, la accusa di tradimento e cerca di aggredirla e, ai disperati tentativi di difesa della moglie, si trasforma in un lupo mannaro sotto gli occhi inorriditi della donna e dei bambini per poi cercare di assalirli, venendo ucciso al ritorno del nuovo marito. Morendo, il mostro riprende le sue sembianze umane e la donna rimane colpita dalla sua bellezza, la stessa che aveva quando lo sposò, e riacquistata con la morte. Ciò causa un attacco di gelosia nel marito, che la schiaffeggia con rabbia.
- Seconda storia (raccontata dalla nonna a Rosaleen): un ragazzo sta camminando in un bosco incantato quando incontra il Diavolo, che si presenta a lui in una anacronistica Rolls-Royce con autista, e gli offre un vasetto di unguento, consigliandogli di usarlo saggiamente. Rimasto solo, il ragazzo si unge il corpo con la misteriosa sostanza, finendo trasformato, contro la sua volontà, in un essere mostruoso.
- Terza storia (raccontata da Rosaleen alla madre): una giovane donna, che è stata messa incinta e in seguito abbandonata da un giovane e ricco nobile. La ragazza in realtà è una strega, e dopo aver appreso che il padre di suo figlio si è appena risposato, compie la sua vendetta presentandosi al festeggiamento del suo matrimonio, dove trasforma magicamente in lupi sposo, sposa e invitati. Le creature scappano nel bosco, e la strega le fa sue schiave, ordinando loro di suonare, per lei e il suo bambino, una serenata ogni notte, con i loro ululati.
- Quarta storia (raccontata da Rosaleen al cacciatore/lupo): una femmina di lupo mannaro giunge dall "Inferno" sulla Terra e arriva in un villaggio nel cuore della notte. Nonostante non abbia cattive intenzioni, la lupa viene ferita da un colpo di fucile da un abitante. Così si rivela nella sua forma umana a un vecchio prete il quale, impietosito, si prende cura di lei medicandole la ferita. Alla fine la creatura ritorna nel luogo da cui è venuta attraverso il pozzo del villaggio.

## Produzione

### La scrittura
Angela Carter, autrice del racconto originale "La compagnia di lupi", lavorò alla sceneggiatura del film insieme al regista Neil Jordan. Questa fu la sua prima esperienza nel mondo cinematografico e fu anche il secondo lungometraggio di Jordan regista.
Anche se ispirata ai racconti de La camera di sangue, la trama del film mostra forti somiglianze con l'adattamento radiofonico de "La compagnia di lupi" che la scrittrice fece nel 1980 e che introdusse elementi come le storie aggiuntive raccontate durante la narrazione da personaggi come la nonna. In origine questi episodi erano stati posti prima della storia principale.
La Carter e Jordan si incontrarono a Dublino nel 1982 per discutere dell'ampliamento dell'adattamento radiofonico della storia, che egli definì "troppo breve per un lungometraggio".
Secondo Jordan, fu lui a suggerire l'aggiunta della storia di cornice, quella della ragazza che sogna in epoca contemporanea. Questo rivela l'attenzione della storia alle paure e ai desideri subconsci, oltre a dare al film quella che Jordan definì "una struttura a scatole cinesi" e che probabilmente si ispirò al film The Saragossa Manuscript, che sia Jordan sia la carter avevano visto.
La sceneggiatura raggiunse la sua terza versione nel luglio del 1983.
Il finale del film proposto dalla Carter vedeva Rosaleen tuffarsi nel pavimento della sua stanza venendone inghiottita come dall'acqua. Nel DVD di commento al film, Jordan fa notare che la limitata tecnologia dell'epoca non poteva permettere la produzione di una scena del genere, mentre gli effetti speciali di oggi creati al computer avrebbero reso la cosa molto più semplice. La sceneggiatura originale (così come fu presentata in The Curious Room) prevedeva anche una storia aggiuntiva narrata dal cacciatore, un racconto finale di Rosaleen molto diverso (che ricordava il racconto cartesiano "Peter and the Wolf" presente nella raccolta Black Venus) e una scena ambientata in una chiesa con un raduno di animali.

### Le riprese
In compagnia dei lupi fu girato in Inghilterra negli Shepperton Studios.
Il cast era composto prevalentemente da attori britannici, tra cui Sarah Patterson, la cui considerevole giovinezza all'epoca significò per lei ottenere dei permessi speciali dalla scuola per star via nove settimane. La Patterson, infatti, era molto più giovane delle attrici che il direttore del casting aveva inizialmente pensato di cercare.

Per alcune settimane Jordan lavorò in pre-produzione con artisti come Nichola Bruce e Michael Coulson per creare centinaia di dettagliate storyboard. Prese contatti anche con il direttore artistico e production designer Anton Furst, che avrebbe poi continuato a lavorare in Batman di Tim Burton. L'immagine, in questo film, era particolarmente importante, come spiega Jordan:
Il disegno visivo fu parte integrante della sceneggiatura. Fu scritta e immaginata con in testa un elevato senso della realtà.
 Nel DVD di commento, Jordan fa notare la difficoltà dell'aver avuto a disposizione un budget limitato per la creazione dell'immagine del film, avendo dovuto creare una foresta incantata con soli "dodici alberi". Ciononostante, riuscì a realizzare un'ambientazione priva di sole, mistica, magica e claustrofobica, satura di simboli e di elementi fantastici.
La sceneggiatura prevede naturalmente l'impiego di un gran numero di lupi. Ma a causa delle ristrettezze economiche della produzione, oltre ad altri fattori come l'incolumità del cast, molti dei 'lupi' che si vedono nel film sono in realtà dei pastori belgi, soprattutto Terveuren e Groenendal, cui venne colorata la pelliccia per l'occasione. Nel DVD di commento al film, Jordan osserva il coraggio di Sarah Patterson mentre recitava in mezzo a lupi veri. Gli occhi dei lupi e dei cani pastori furono fatti brillare drammaticamente mediante l'impiego di particolari angolazioni di luce.
Jordan sottolinea, inoltre, quanto la Carter fosse terrorizzata all'idea di girare un film, perché non vi aveva mai partecipato a nessuna produzione cinematografica. Dopo questa realizzazione filmica, Jordan e Angela Carter cercano di collaborare per altri progetti, ma nessuno vide il compimento, cosa dovuta in parte anche alla successiva malattia della scrittrice. Secondo le parole del regista, lui e la Carter avrebbero discusso di un possibile adattamento di Vampirella, il dramma radiofonico che fu alla base del racconto "La signora della casa dell'amore" contenuto in La camera di sangue, che non va confuso con il film Vampirella del 1996 basato sull'omonimo personaggio dei fumetti.

## Cast
- Sarah Patterson è Rosaleen. La giovane attrice debuttò sul grande schermo proprio con questo film, nonostante il direttore del casting cercasse un'attrice più grande. L'età della Patterson, infatti, si aggirava all'epoca intorno ai 12/13 anni, troppo giovane quindi per riuscire a comprendere alcuni dei concetti più adulti del film.[5]
- Per Micha Bergese (il cacciatore) In compagnia dei lupi è la prima esperienza di attore in un lungometraggio.
- Stephen Rea (il giovane sposo) è un attore nord-irlandese che aveva già lavorato con Neil Jordan in Angel e tornerà poi a lavorare con lui in film quali La moglie del soldato, Intervista col vampiro e Ondine - Il segreto del mare.

## Distribuzione
La prima del film fu in Canada, al Toronto International Film Festival, il 15 settembre 1984. Nel Regno Unito uscì nelle sale il 21 settembre dello stesso anno e il 19 aprile 1985 negli Stati Uniti, dove fu proiettato in 995 sale cinematografiche.
La pellicola fu distribuita, negli Stati Uniti, da Cannon Films, che la pubblicizzò soprattutto come film dell'orrore, anche se il regista sostiene che non si trattava di un'opera di tal genere e che questa etichetta avrebbe tratto il pubblico in inganno.
Il film uscì in VHS in molti Paesi e il 15 ottobre 2002 uscì anche in DVD. Il 17 ottobre 2005, circa vent'anni dopo l'uscita della pellicola nelle sale, fu prodotta un'edizione speciale, in custodia metallica, che includeva un commento audio del regista Neil Jordan, alcune photo gallery, il trailer del film e un dossier formato stampa del "dietro le quinte". Il 30 gennaio 2006 la stessa edizione speciale uscì su Universal Media Disc per Sony PlayStation Portable.

## Ricezione

### Botteghino
Negli Stati Uniti, solo nel weekend d'apertura il film incassò 2.234.776 dollari. Nel complesso guadagnò oltre 4 milioni di dollari.

## Riconoscimenti
La critica ripose favorevolmente all'estetica del film, che vinse un premio come miglior film e migliori effetti speciali e ricevette quattro nomination per i costumi, trucco, direzione artistica e speciali effetti visivi.
Premi
- Special Mention al Fantafestival del 1985
- Tre premi al Fantasporto del 1985:
  - Premio della giuria
  - Premio della critica
  - Premio del cinema fantasy internazionale nel 1985 (miglior film e migliori effetti speciali)
- Premio del circolo della critica di Londra ALFS Award nel 1985 (regista dell'anno: Neil Jordan)
- Due premi al Sitges - Festival internazionale del cinema della Catalogna nel 1985:
  - Caixa de Catalunya (miglior film e migliori effetti speciali)
  - Premio della giuria critica internazionale

Candidature
- Grand Prize al Festival del cinema fantastico di Avoriaz, 1985.
- Quattro Premi Premi BAFTA nel 1985:
  - Miglior costumista (Elizabeth Waller)
  - Miglior truccatore (Jane Royle, Christopher Tucker)
  - Miglior scenografo (Anton Furst)
  - Migliori effetti visivi speciali (Christopher Tucker, Alan Whibley).

### Critica
Il critico femminista Maggie Anwell biasima il film per l'eccessiva enfasi sugli effetti speciali del licantropo sanguinante, ma un'altra, Charlotte Crofts, dimostra che il film è un sensibile adattamento della riscrittura, da parte della Carter, della fiaba di Charles Perrault, Cappuccetto Rosso.

## Colonna sonora
Un album con la colonna sonora del film uscì il 15 febbraio del 2000.

### Lista delle tracce
1. "The Message And Main Theme"
2. "Rosaleen's First Dream"
3. "The Story Of The Bride And Groom: The Village Wedding/The Return Of The Groom"
4. "The Forest And The Huntsman's Theme"
5. "The Wedding Party"
6. "The Boy And The Devil"
7. "One Sunday Afternoon"
8. "All The Better To Eat You With: Arriving At Granny's Cottage/The Promise And Transformation"
9. "The Wolfgirl"
10. "Liberation"

## Commenti
Tratto dal racconto di Angela Carter La camera di sangue, il secondo lavoro di Neil Jordan si presenta come un apologo sull'adolescenza femminile dalle atmosfere gotico-fiabesche che, attraverso gli stilemi del "fantastico", cerca d'indagare le paure, i desideri, le pulsioni e le scoperte legate alla sfera della sessualità che accompagnano questa delicata stagione della vita. Si tratta, sostanzialmente, di una versione "horror" dalle suggestioni psicanalitiche della favola di Cappuccetto Rosso, dove il "lupo cattivo" rappresenta un'esplicita ma non banale metafora della "bestia", della parte animale, traslatamente del "male" che alberga in ogni uomo, inteso soprattutto come maschio adulto.
Da notare la struttura "a cornice" del racconto. La storia inizia e si conclude ai giorni nostri, presentandoci la protagonista in preda a un sonno molto agitato: l'intero svolgimento del film coincide con il contenuto del sogno, ambientato in un'epoca "fiabesca", il quale contiene altre storie (le "favole" della nonna e della stessa Rosaleen), quasi in una costruzione a "scatole cinesi" che rimanda all'ambigua e atemporale architettura dell'esperienza onirica. I giocattoli che riempiono la camera da letto, evidente simbolo dell'innocenza infantile, e che nel sogno prendono vita - come negli incubi - al risveglio vengono distrutti dalla corsa del lupo, a sancire il definitivo e doloroso superamento del confine tra l'adolescenza e l'età adulta. Un film per "adulti intelligenti e bambini precoci" (Morando Morandini) che si situa in una stagione di grande fortuna del tema della licantropia: L'ululato (Joe Dante, 1981), Un lupo mannaro americano a Londra (John Landis, 1981), Il bacio della pantera (Paul Schrader, 1982, remake), Unico indizio la luna piena (Daniel Attias, 1985).